# Glen Allen (Missouri)
Pour les articles homonymes, voir Glen Allen.
Glen Allen est un village du comté de Bollinger, dans le Missouri, aux États-Unis,. Situé au centre du comté, il est incorporé en 1906.

## Démographie
Lors du recensement de 2010, la ville comptait une population de 85 habitants. Elle est estimée, en 2016, à 84 habitants.

## Source de la traduction
- (en) Cet article est partiellement ou en totalité issu de l’article de Wikipédia en anglais intitulé « Glen Allen, Missouri » (voir la liste des auteurs).